# Erinnyis oenotrus
Espèce
Erinnyis oenotrus est une espèce d'insectes lépidoptères de la famille des Sphingidae, de la sous-famille des Macroglossinae, de la tribu des Dilophonotini, de la sous-tribu des Dilophonotina et du genre Erinnyis.  

## Description
La face inférieure de l'abdomen a deux taches noires. Les ailes antérieures du mâle sont brun foncé, tandis celles de la femelle sont grises avec des marques brunes tachetées.
Envergure : 7,3 à 8,6 cm

Erinnyis oenotrus♀ MHNT
Erinnyis oenotrus♀ △ MHNT

## Biologie
Les larves se développement sur les Apocynaceae.

## Répartition
Erinnyis oenotrus vole dans les plaines tropicales et subtropicales
- Argentine : Buenos Aires, Córdoba, Jujuy, Misiones, Salta, Tucuman ;
- Brésil : Mato Grosso ;
- Bolivie : Beni, La Paz, Cochabamba, Santa Cruz ;
- Guyane ;
- Paraguay : Alto Paraguay, Boqueron, Presidente Hayes, Concepcion, Canideyu, Alto Parana, Caaguazu, Cordillera, Paraguari, Guaira, (probablement Caazapa, centrale, Amambay, San Pedro et Itapua) ;
- Pérou : Loreto (SS) ;
- Surinam (Localité type pour l'espèce)

## Systématique
- L'espèce Erinnyis oenotrus a été décrite par l'entomologiste hollandais Pieter Cramer, en 1780[3], sous le nom initial de Sphinx oenotrus.

### Synonymie
- Sphinx oenotrus (Cramer, 1780) Protonyme
- Sphinx penaeus Fabricius, 1787[4]
- Erinnyis melancholica Grote, 1865[5]
- Anceryx piperis Grote & Robinson, 1868[6]
- Dilophonota hippothoon Burmeister, 1878[7]